# Coccorchestes buszkoae
Coccorchestes buszkoae är en spindelart som beskrevs av Prószynski 1971. Coccorchestes buszkoae ingår i släktet Coccorchestes och familjen hoppspindlar. Inga underarter finns listade i Catalogue of Life.